# Ghajar
Ghajar (arabe : غجر , hébreu : ע'ג'ר ou רג'ר ) est un village peuplé de Syriens, situé à cheval entre la Syrie et le Liban. Il est occupé par Israël depuis 1967 pour la partie syrienne, et depuis 1982 pour la partie libanaise (après un bref retrait de 2000 à 2006).

## Géographie
Le village est situé sur le plateau du Golan, près des fermes de Chebaa, au sein de la vallée du fleuve Hasbani. En 2019, il comptait 2 659 habitants, à majorité alaouites.

## Histoire

### Empire ottoman
La région s'est trouvée dans l'Empire ottoman du XVIe au XXe siècle. Il n'y avait pas de frontières au sein de l'Empire, mais des divisions administratives.

### Mandat français

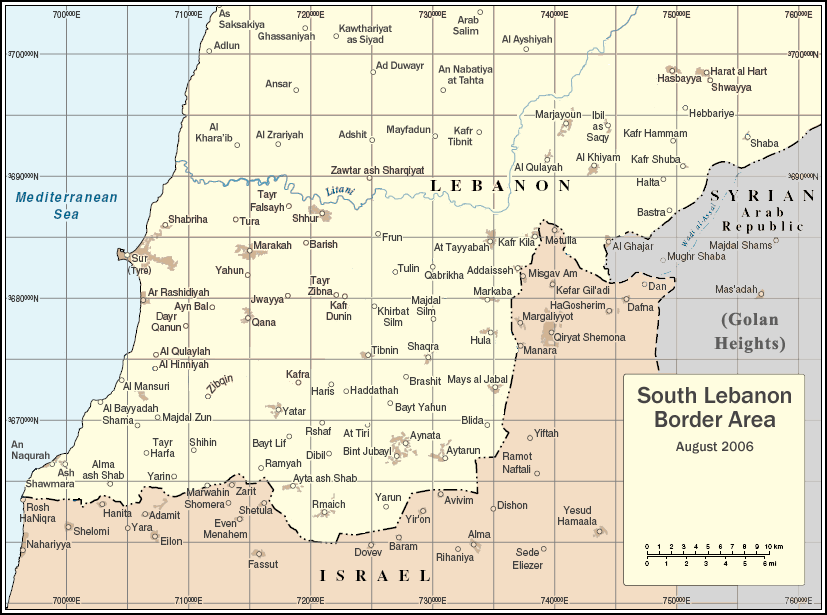
Carte des Nations unies du Liban du Sud (août 2006). La frontière suit la ligne Paulet-Newcombe de 1923.

Les Français et les Britanniques établissent des frontières dans les zones qu'ils contrôlent, durant la période du mandat français en Syrie et au Liban et du mandat britannique en Palestine (mandats créés en 1920, et qui se prolongent de fait jusqu'en 1946 pour le premier, 1947 pour le second).
L'accord franco-britannique Paulet-Newcombe en 1923 trace une frontière entre la Palestine sous mandat britannique, et le Liban et la Syrie tous deux sous mandat français. L'accord Paulet-Newcombe attribue le Golan à la France.
En 1932, les habitants de Ghajar ont eu la possibilité de choisir leur nationalité et ont massivement choisi de faire partie de la Syrie, qui compte une importante minorité alaouite.

### Accès à l'indépendance de la Syrie
De la fin du mandat français sur la Syrie en 1946 à la guerre israélo-arabe de 1967, Ghajar est considéré comme faisant partie de la Syrie, et ses habitants étaient comptés lors du recensement syrien de 1960.

### Occupation israélienne depuis 1967
Israël occupe militairement le Golan syrien depuis 1967, y compris Ghajar, à la suite de la guerre des Six jours.
En 1981, date de l'annexion du Golan par le parlement israélien, la plupart des villageois alaouites ont été poussés par les autorités d'occupation à obtenir la citoyenneté israélienne en vertu de la loi sur les hauteurs du Golan. Cette annexion unilatérale n'a pas été reconnue par la communauté internationale.

### Extension du village sur le territoire libanais

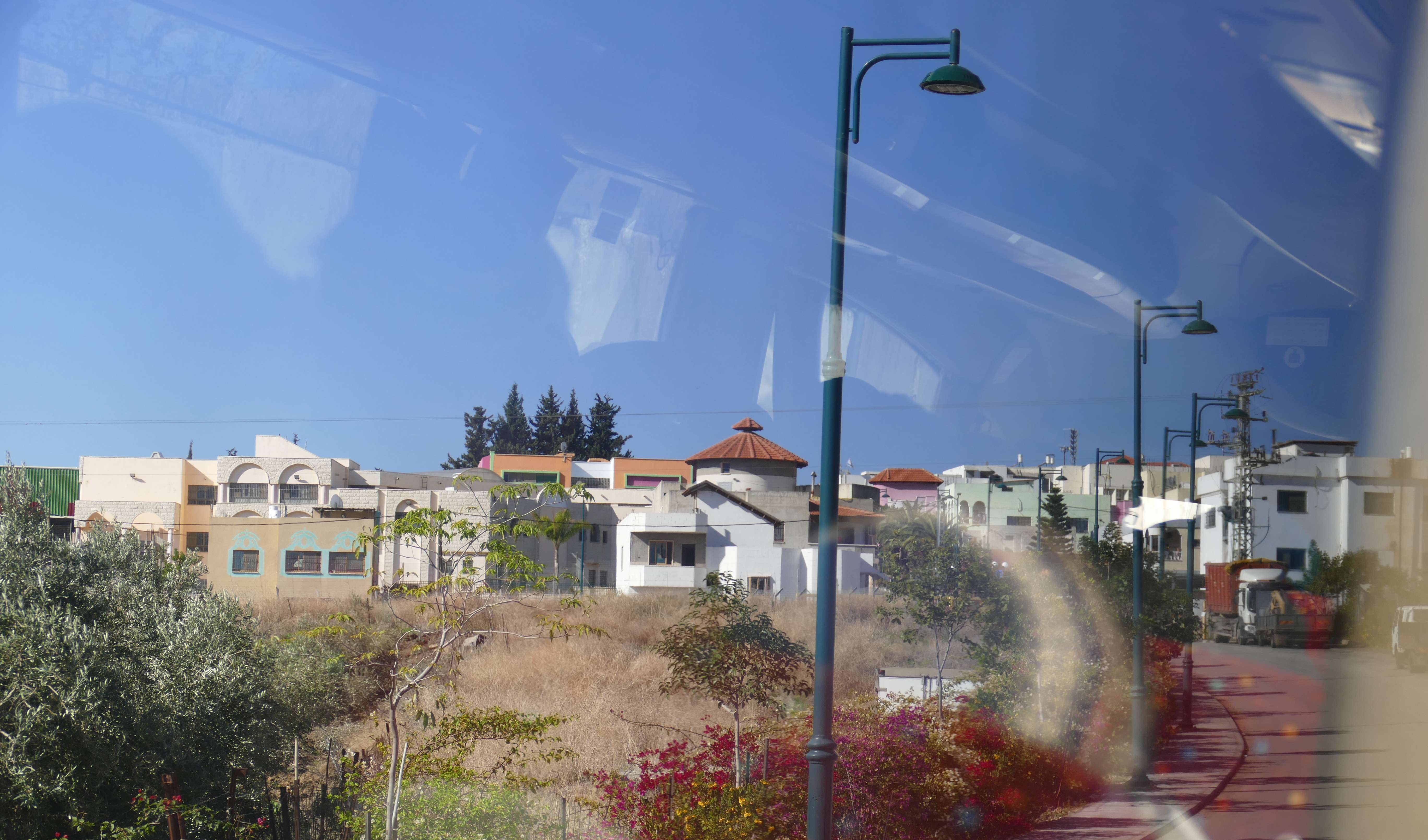
Maisons à Ghajar.

Ghajar s'est étendu vers le nord sur le territoire libanais,. Cette partie du village est occupée indirectement par Israël depuis 1978, et directement depuis 1982, date à laquelle Israël envahit et occupe le Liban du Sud.

### Occupation israélienne de la partie libanaise de Ghajar
Après l'opération Litani en 1978, au cours de laquelle l'armée israélienne envahit le Liban sur une profondeur de 40 km, Israël occupe le Liban de manière indirecte, en employant les supplétifs de l'armée du Sud-Liban, jusqu'en 2000. La Force intérimaire des Nations unies au Liban (FINUL) a été créée après cette opération militaire, en mars 1978 pour confirmer le retrait israélien du sud du Liban, rétablir la paix et la sécurité internationales et aider le gouvernement libanais à rétablir sa souveraineté dans la région (résolution 425 du Conseil de sécurité des Nations unies).
En 1982, Israël envahit le Liban et par conséquent la partie nord, "libanaise", de Ghajar,, l'autre partie étant déjà annexée unilatéralement par Israël comme le reste du Golan.

### Ligne bleue (2000): division du village entre Golan et Liban
En 2000, après l'élection d'Ehud Barak au poste de Premier ministre, Israël retire ses troupes du Liban, à l'exception des Fermes de Chebaa. Dans une tentative de délimitation des frontières permanentes entre Israël et le Liban, les Nations unies ont tracé la Ligne bleue. En raison de l'emplacement de Ghajar, coincé entre le Liban et les hauteurs du Golan occupées par Israël, la moitié nord du village passe sous contrôle libanais et la partie sud reste sous occupation israélienne comme le reste du Golan,.
Les habitants de la partie nord ont les nationalités libanaise et israélienne, ceux de la partie sud (dans le Golan) ont uniquement la nationalité israélienne.

### Nouvelle occupation israélienne de la partie libanaise de Ghajar depuis 2006

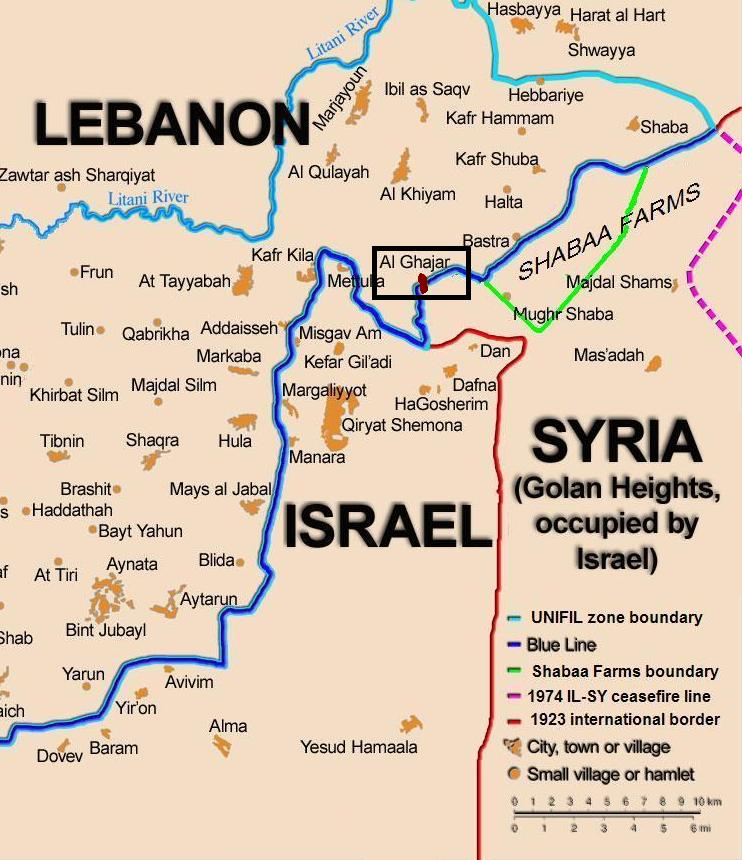
Ghajar.

En 2006, luttant contre l'occupation israélienne des fermes de Chebaa et l’internement de prisonniers libanais, le Hezbollah lance une attaque sur une patrouille à la frontière israélo-libanaise. Huit soldats israéliens sont tués et deux autres capturés dans le but de les échanger contre des prisonniers libanais et palestiniens en Israël. L'armée israélienne bombarde le Liban, envahit le sud du pays et réoccupe la moitié nord de Ghajar. Cette invasion aurait été préparée par Israël plusieurs mois avant l'attaque du Hezbollah,.
Après un mois de combats intenses, la résolution 1701 du Conseil de Sécurité des Nations unies a été approuvée à l'unanimité pour résoudre le conflit, et elle a été acceptée par les combattants des deux côtés. La résolution exige entre autres la cessation totale des hostilités, le retrait des forces israéliennes, le désarmement du Hezbollah, le déploiement de soldats libanais et de la FINUL et l'établissement d'un contrôle total par le gouvernement libanais.
L'ONU a physiquement marqué la frontière reconnue. Une clôture périphérique a été construite le long de la bordure nord du village en territoire libanais jusqu'à 800 mètres au nord de la Ligne bleue . Des observateurs militaires de la FINUL patrouillent en permanence dans la zone.
Les soldats israéliens restent cependant du côté libanais de Ghajar malgré la décision du cabinet israélien de remettre le contrôle des lieux à la FINUL. L'occupation israélienne de la partie libanaise de Ghajar est illégale au regard du droit international, qui prend en compte le tracé de la ligne bleue. De plus, Israël construit un mur (ou clôture) autour de la partie Nord de Ghajar ; en 2023 le porte-parole de la FINUL, Andrea Tenenti, a rappelé qu'« en vertu des accords internationaux soutenus par les deux gouvernements, Israël est obligé de se retirer de la partie nord du village de Ghajar ».
Dans son rapport d'octobre 2007 sur la mise en œuvre de la résolution, les Nations unies ont publié un rapport indiquant que les discussions sur la durée des arrangements de sécurité temporaires pour le nord de Ghajar restaient dans l'impasse. Israël garde le contrôle au nord de la Ligne bleue et de la petite zone adjacente à l'intérieur du territoire libanais, bien qu'il n'y maintienne pas de présence militaire permanente. Les Forces armées libanaises patrouillent sur la route à l'extérieur de la clôture d'enceinte. Le rapport note que « tant que les Forces de défense israéliennes resteront dans le nord de Ghajar, Israël n'aura pas achevé son retrait du sud du Liban conformément à ses obligations au titre de la résolution 1701 (2006) ». Il note en outre : « L'absence de progrès sur cette question pourrait devenir une source de tension et entraîner le potentiel d'incidents à l'avenir ».
En avril 2009, le journal libanais Daily Star rapporte que Tsahal a accepté de se retirer du nord de Ghajar lors d'une réunion à Ras al-Naqoura. Le 13 mai, le gouvernement israélien suspend les pourparlers pour attendre le résultat des élections parlementaires libanaises, craignant une victoire du Hezbollah.
De leur côté, les habitants de Ghajar, y compris dans la partie libanaise, se considèrent comme des citoyens syriens. La restitution de la partie libanaise est synonyme selon eux de partition du village. À la suite de rapports en décembre 2009 d'une division possible du village, 2 200 habitants de Ghajar sont descendus dans les rues en signe de protestation. Ils estiment préférable de rester sous occupation israélienne, le temps qu'une négociation avec Damas aboutisse à la restitution du village à la Syrie.
En novembre 2010, le Premier ministre israélien Benjamin Netanyahu a informé le secrétaire général de l'ONU des intentions israéliennes de se retirer unilatéralement de Ghajar, après avoir échoué à parvenir à un accord avec le Liban, et à placer les questions de sécurité entre les mains de la FINUL. Le 17 novembre 2010, le Cabinet de sécurité d'Israël a voté en faveur du retrait de la moitié nord de Ghajar.